# Ennio Cocchi
Ennio Cocchi (Firenze, 16 settembre 1915 – Pisa, 25 agosto 1987) è stato un pittore e disegnatore italiano.

## Biografia
Ancora giovanissimo, frequentò lo studio dell'incisore Emilio Mazzoni Zarini e nel 1929 si iscrisse all'Istituto Statale d'Arte di Porta Romana, dove fu allievo del pittore Gianni Vagnetti, quindi studiò all'Accademia delle Arti del Disegno diplomandosi nel 1937. Nel 1940, la Galleria d'Arte Moderna di Firenze acquisì due sue opere e nel 1951 una sua tela finì a New York destinata alla scuola della chiesa di Nostra Signora del Carmelo. Per il Comune di Firenze, nel 1955, affrescò una Madonna col Bambino nel tabernacolo di via del Campuccio. Nel 1960, dopo il matrimonio, si stabilì a Antella, frazione di Bagno a Ripoli (Firenze), dove trasferì il suo studio conservando quel suo carattere schivo e la convinzione di restare lontano dalle tentazioni del mercato pur continuando a esporre. Nel 1962 tenne una mostra antologica all'Accademia delle Arti del Disegno (quarantotto opere esposte), con buoni risultati di critica; nel 1963 quella stessa Accademia gli offrì l'opportunità dell'insegnamento ma Cocchi preferì rifiutare per dedicarsi completamente alla pittura; nel 1965 fu impegnato in varie mostre personali e una sua opera intitolata Dare da mangiare agli affamati, esposta a Viareggio, gli valse anche la medaglia d'oro del pontefice Paolo VI. Se è più conosciuto per la pittura a olio di nature morte e di paesaggi, va ricordato che si dedicò molto  al ritratto e utilizzò anche altre tecniche nel suo percorso artistico: dall'acquaforte alla puntasecca, dalla litografia al disegno a lapis e a china. Sue opere si trovano in molte collezioni private non solo in Italia ma anche in Francia e in Germania nonché in due musei nazionali in Polonia (un autoritratto a Varsavia e una natura morta a Cracovia). È sepolto nel cimitero monumentale della Misericordia di Antella per il quale ha lavorato alle decorazioni nei suoi ultimi otto anni di vita (1980-1987) durante ì quali ha dipinto bozzetti e cartoni preparatori per ben trentacinque mosaici (visibili trentaquattro in quanto uno è stato poi coperto da loculi) realizzati e montati dalla ditta Mario Viacava di Pietrasanta che nello stesso periodo, per lo stesso cimitero, ha lavorato a molti altri mosaici tratti da cartoni di Giuseppe Piombanti Ammannati, di Gino Terreni e di Arcangelo Zanoner. Di questi suoi trentacinque mosaici diciotto sono stati realizzati in cappelle comuni, sette in cappelle private e dieci come pannelli decorativi degli ascensori. Tutti hanno per soggetto simboli religiosi o scene, figurate o meno, attinenti a episodi del Vecchio e del Nuovo Testamento. Due dei cartoni preparatori per i mosaici (Battesimo di Gesù e San Francesco) sono esposti alla sede della Misericordia. Un suo autoritratto fa parte della collezione degli Uffizi dal 1984.